# 13시간
《13시간》(영어: 13 Hours: The Secret Soldiers of Benghazi→13시간: 벵가지의 비밀 전사들)은 2016년 개봉한 마이클 베이 감독의 전기 액션 스릴러 영화이다. 미첼 저코프가 펴낸 동명의 역사 논픽션을 원작으로 한다.
배경은 2012년 9월 11일 리비아의 수도 벵가지에서 일어난 미국 영사관 테러 사건으로, 당시 문화센터 신축으로 미 영사관을 방문한 크리스토퍼 스티븐스 주 리비아 대사 등 미국인 4명이 사망하였다.
당시 테러가 일어난 미국 영사관에서 1 km 거리에 "The Annex"라고 부르는 CIA 비밀기지가 있었고, CIA GRS 팀이 경호중이었다. GRS(Global Response Staff) 팀은 CIA 대테러 센터 소속 지원들을 말한다.

## 출연
- 존 크러진스키 - 잭 실바 역
- 제임스 배지 데일 - 타이론 S. "론" 우즈 역
- 맥스 마티니 - 마크 "오즈" 가이스트 역
- 도미닉 퍼무사 - 존 "티그" 타이건 역
- 파블로 슈라이버 - 크리스 "탄토" 퍼론토 역
- 데이비드 덴먼 - 데이브 "분" 벤턴 역
- 토비 스티븐스 - 글렌 "버브" 도허티 역
- 알렉시아 바를리에 - 소나 질라니 역
- 프레디 스트로마 - 브릿 베이너 역
- 데이비드 코스터빌 - "밥", 일명 "더 치프" 역
- 맷 레처 - 크리스토퍼 스티븐스 역
- 데이비드 진톨리 - 스콧 위클런드 역
- 디미트리어스 그로스 - 데이브 우번 역
- 크리스토퍼 딩글리 - 숀 스미스 역
- 렌 슈밋 - 베키 실바 역
- 페이만 모아디 - 아말 역
- 아이비 조지

## 기타 제작진
- 총괄 제작: 매슈 코핸, 스콧 가드나워
- 배역: 데니즈 채미언, 에드워드 사이드
- 미술: 제프리 비크로프트
- 세트: 캐런 프릭
- 의상: 데버라 린 스콧
- 분장: 제러미 우드헤드
- 음향 편집 감독: 에릭 어달, 이선 밴더라인
- 시각 효과: 스콧 패러

## 시청 등급
- 대한민국: 15세 이상 관람가
- 미국: R

## 같이 보기
- 2012년 벵가지 테러